# Saint-Jean Industries
 (octobre 2022).
 (octobre 2022).
Saint-Jean Industries est un équipementier automobile français créé en 1962 et connu notamment pour son procédé COBAPRESS. Son histoire est étroitement liée à la famille Di Serio qui en est seul actionnaire.

## Historique

### 1962 à 1982, naissance de la fonderie Saint Jean
Saint-Jean Industries a été créée le 1er juillet 1962 sous le nom de SARL Garavoglia Frères à Belleville dans le Rhône avec un capital de 130 000 Francs. Le nom changera 27 jours plus tard pour devenir Venet Garavoglia Frères.
À cette époque, la société est spécialisée dans la fabrication de pièces de fonderie pour petit matériel de découpage. Elle emploie 6 personnes puis une vingtaine quelques mois plus tard.
De nombreux changements de dénomination sociale sont opérés : Fonderie Venet-Garavoglia (1969), Fonderie Venet (1977), Fonderie Saint Jean (1980) et son nom actuel Saint Jean Industries dès 1991.
Peu après le premier choc pétrolier de 1973, la fonderie connait une mauvaise passe, des licenciements économiques ont lieu. En 1974 Thomas Di Serio entre dans la société.
Il améliore la fabrication, développe la clientèle et s’intéresse aux nouvelles technologies. Six mois après son entrée, il prend les rênes de la Société, rachète toutes les parts et devient Directeur Général. Il est certain qu’une P.M.I. ne peut rester compétitive sur le marché des pièces de grande série, et décide d’abandonner ce type de marché pour évoluer vers des pièces techniques. Il commence alors un vaste programme de restructuration de son équipe, de modernisation des installations et dépose des premiers brevets.[réf. nécessaire]

### De 1983 à 2000, l'invention du Cobapress et son utilisation dans l'automobile
Les années 1980 signeront le début des changements majeurs dans l’entreprise. En 1982, la société dépasse la barre des 30 millions de francs de chiffre d’affaires avec un effectif de 75 personnes. En 1983, leur client Stronglight (équipementier de l’industrie du cycle) lance un ultimatum : les manivelles moulées ne résistent pas assez et si les fonderies de Saint Jean ne trouvent pas une solution, elles seront fabriquées en forge. Ainsi est né le procédé  Cobapress, qui tire son nom des différentes étapes de fabrication : Couler Basculer Presser. Il s’agit  d’effectuer une opération de forge successive à une préforme de fonderie. D’après plusieurs sources[Lesquelles ?], ce procédé de fabrication présenterait des avantages en termes de coûts et de réduction du poids pièce en comparaisons aux procédés traditionnels de fonderie et de forge.
Cette invention  permet à l’entreprise de se développer à l’international dès la fin des années 1980. Une alliance est conclue en 1988 avec le groupe Allemand Aluteam, ce qui donna naissance à une nouvelle structure : Aluteam-Saint Jean. Aluteam sera reprise à 100 % par le groupe autrichien Amag en 1991 et sera nommée Saint Jean Industries. Un an plus tard, la société retrouvera son autonomie, la famille Di Serio reprenant l’ensemble des actions.
Saint Jean Industries cède en 1993 une licence du brevet Cobapress à PSA qui décidera alors d’expérimenter ce procédé sur un triangle de Citroën ZX. Quelques années plus tard, PSA et General Motors deviendront les premiers clients majeurs pour l’entreprise. L’exemple historique souvent cité est celui de l’essieu arrière multi-bras de la 406 coupé. Il est composé d’un pivot, d’un bras longitudinal et d’un support d’articulation fabriqués avec la technologie Cobapress.
À cette période des négociations sont engagées avec d’autres constructeurs, mais la petite taille de l’entreprise Saint Jean Industries joue en sa défaveur. Pour y remédier, une association est engagée avec le groupe SIFCOR, comprenant une cession de licence et l’établissement d’un nouveau site de production pour atteindre les volumes demandés. D’autres alliances sont envisagées, notamment à l’international.

### De 2000 à 2009
À partir des années 2000, on note que la société cherche à se développer de plus en plus à l’international.
En 2000, elle cède une licence au groupe américain Superior Industries International Inc qui fera construire un site de production dédié de 45 000 m2 à Heber Springs aux États-Unis. La technologie Cobapress est désormais reconnue par la plupart des constructeurs automobiles mondiaux.
En 2002, Emile Di Serio, fils de Thomas Di Serio prend les rênes de l’entreprise. La production de l’entreprise se recentre sur les équipements et sous-ensembles pour l’automobile. Dans les années qui vont suivre, Saint Jean Industries décidera d’intensifier sa stratégie de croissance, notamment à l’international, au travers de cession de brevets, de constructions de nouveaux sites et de reprises.
En 2003, un site de production est ouvert à Slavonski Brod en Croatie. L’objectif déclaré par Thomas Di Serio était d’y transférer des savoir-faire traditionnels sur lesquels la concurrence est vive.
L’année 2004 est marquée par les premiers pas sur le continent asiatique. Un partenariat industriel est établi pour l’exploitation du Cobapress par la société coréenne Myunghwa Industries. Dans le même temps un bureau commercial est ouvert en Chine à Shanghai.
En 2005, la société tends à diversifier ses activités dans la fabrication de pièces pour poids lourds et rachète les actifs de la fonderie lyonnaise Duranton Sicfond. Cette reprise se soldera par un échec[réf. nécessaire]. À la suite de la forte baisse du marché du camion, les commandes de son client principal chutent en 2008. La fonderie sera placée en liquidation judiciaire, ce qui déclenchera de vives réactions quant au sort des salariés de l’époque.[réf. nécessaire]
En 2006, Saint Jean Industries reprend la division « Composants » (pour la liaison au sol) du groupe américain Superior Industries International Inc, qui possédait une licence d’exploitation du procédé COBAPRESS.
En 2008 la famille Di Serio prend 62 % des parts de la société Aluminium Giesserei Rackwitz GmbH située à Leipzig en Allemagne. Cette fonderie est spécialisée dans la fonderie et l’usinage de pièces en aluminium pour l’automobile, la moto et l’industrie du poids lourds.

### De 2009 à nos jours
À la suite de la crise financière 2008, le marché automobile a fortement chuté dans l’année qui a suivi, et de nombreux acteurs de l’industrie automobile se sont retrouvés en difficulté. Ce climat d’incertitude a entrainé une réorganisation du secteur, et pour la société Saint Jean Industries un changement d’attitude pour ne plus dépendre que d’un marché. S’ensuit une forte croissance organique pour intégrer de nouvelles activités connexes et de nouveaux savoir-faire.[réf. nécessaire]
En 2009, la famille Di Serio reprend la société familiale Beringer qui est reconnue dans le domaine des systèmes de freinage pour les motocycles. L’objectif affiché était de permettre l’industrialisation de ces produits haut de gamme. Un an plus tard apparaît une nouvelle gamme d’étriers et de maîtres cylindres Cobapress, fruit du partenariat avec Saint Jean Industries.
En 2010, la société norvégienne Fundo AS, spécialiste des jantes aluminium, est en liquidation. L’institution « Innovation Norge » contacte alors Saint Jean Industries qui proposera un plan de reprise des actifs de Fundo et de l’ensemble de ses brevets. Ce rachat donnera naissance en 2011 à la société Saint Jean Wheels et à la technologie Cobawheels.
Cette même année, Saint Jean Industries prend une participation majoritaire dans la société française Fournier aux côtés du FMEA (Fond de Modernisation des Entreprises de l’Automobile) rang 2, devenant également actionnaire de la société française Auto-Cast Industry. Fournier est une entreprise qui dispose de deux sites situés en Lorraine à Harol et Thaon-les-Vosges, et dont les activités principales sont la mécanique de précision et le prototypage. Auto-Cast Industry est une fonderie, implantée à Changé en Mayenne, spécialisée dans la fabrication de pièces en fonte et acier inox. Ces deux entités deviendront respectivement Saint Jean Industries Lorraine et Saint Jean Industries Laval.
Au printemps 2011, Saint Jean Industries reprend le site de Plan-les-Ouates, près de Genève, de l'industriel suisse RUAG. Une unité de fabrication de modules en titane, aluminium et Inconel que le cédant bernois avait décidé de fermer au nom d'une stratégie de recentrage sur des produits spéciaux et des applications de niche dans l'aérospatiale. L'opération a reçu l'appui du Service de la promotion économique de Genève et la Fondation d'aide aux entreprises. Elle donne à l'acheteur français l'opportunité d'étendre ses activités au domaine de l'aéronautique.
En 2012, Fonderie du Poitou Aluminium est placée en redressement judiciaire, et c’est l’offre faite par Saint Jean Industries qui sera retenue par le tribunal de Nanterre. Une annonce anticipée sera faite par le président de la république française Nicolas Sarkozy en personne, dans un contexte politisé car en pleine période électorale.  [réf. nécessaire]
Le 10 avril 2013, une extension du site de Croatie est inaugurée lors d’une cérémonie réunissant le premier ministre et ministre du développement régional, ainsi que le ministre de l’économie.
En septembre 2016, Saint Jean Industrie rachète la société allemande Fastner GmbH, spécialisée dans l’usinage et l’assemblage de pièces en aluminium. Fastner devient alors SJI Stuttgart. Cette acquisition permet à Saint Jean Industries d’agrandir son offre d’allègement par l’aluminium, aujourd’hui indispensable, aux constructeurs pour l’autonomie des véhicules électriques ou la réduction des émissions de CO2. Fastner GmbH apporte ses compétences d’assemblage de sous-ensembles complexes en aluminium et complète ainsi la gamme de produits et de technologies innovantes du groupe.
En 2018 commence la construction d'une nouvelle usine de production en Chine, dans la ville de Changshu. La Chine qui est le plus grand marché automobile au monde et où la proportion de véhicules électriques devrait augmenter considérablement, il était alors nécessaire[pourquoi ?] pour le groupe Saint Jean Industries d'être présent auprès des futurs constructeurs automobiles chinois. L'usine proposera à ses clients les procédés de COBAPRESS, fonderie basse pression et de fonderie gravité.
En septembre 2022, la fonderie en Mayenne est placée en redressement judiciaire.

## Le procédé Cobapress
Cobapress est un procédé de fabrication de composants en aluminium. Le procédé a été breveté par l'entreprise familiale française Saint Jean Industries.
Cobapress est une combinaison de coulée et de matriçage ultérieur , d'où le nom artificiel du procédé : COuler (coulée), BAsculer (éjection), PRESSer (pressage, forgeage). Les pièces fabriquées avec Cobapress sont utilisées, par exemple, dans l' industrie automobile pour les pièces essentielles du châssis.

Cobapress se positionne ainsi entre les pièces forgées et coulées en termes de prix et de propriétés des matériaux (à l'exception du module d'élasticité). Cela s'applique également à la liberté de conception dans la construction des pièces.
L' alliage AlSi 7Mg0.3 facilement coulable est généralement traité. Les valeurs de résistance pouvant être atteintes se situent entre celles des pièces coulées et forgées. Avec cet alliage, des valeurs de résistance de l'ordre de 200 à 220 MPa à la limite d' élasticité et de 300 à 325 MPa à la traction avec un allongement à la rupture de 8 à 10 % sont atteints.

(À titre de comparaison : le forgeage produit d'autres alliages d'aluminium déployé. Les valeurs de résistance que l'on peut atteindre en forgeant l'AlSi1MgMn, souvent utilisé dans la construction automobile, sont de l'ordre de 360 MPa de limite d'élasticité et de 380 MPa de résistance à la traction avec un allongement à la rupture supérieur à 10 %.

Dans la coulée conventionnelle, des alliages coulés sont utilisés et ainsi des résistances d'environ 200 MPa à la limite d'élasticité et 270 MPa de résistance à la traction avec environ 6% d'allongement à la rupture sont atteintes. Le module d'élasticité, qui est important pour de nombreuses applications, est d'environ 68 GPa.

### Description de la procédure
Dans le procédé Cobapress, une ébauche est d'abord coulée à l' aide d'un coulage oscillant réfrigéré. Cette ébauche est nettoyée, les bavures et la carotte sont éliminées.

Une homogénéisation dite (chauffage à haute température pendant plusieurs heures) est ensuite effectuée.
Cette ébauche homogénéisée est ensuite forgée dans une presse à forger; les bavures qui en résultent doivent être à nouveau éliminées.

Enfin, un traitement thermique (recuit de mise en solution , trempe et vieillissement artificiel) est effectué pour obtenir les propriétés de résistance souhaitées. En option, les pièces peuvent être grenaillées à la fin pour augmenter les valeurs de résistance à la fatigue.

### Avantages de COBAPRESS
- Réalisation de géométries difficiles non réalisables par forgeage
- Prix inférieur par rapport aux pièces forgées
- Résistance supérieure à celle des pièces moulées

## Prix
Depuis la création du procédé COBAPRESS, la société Saint Jean Industries reçoit plusieurs prix.
- 1997 : trophée de la victoire des autodidactes,
- 2010 : SJI est nommé fournisseur de l’année par Général Motors[21]
- 2011 : prix de l’entreprise internationale par Ernst & Young[22]
- 2012 : Labellisé fournisseur majeur de PSA Peugeot Citroën[23]
- 2014 : Tesla récompense SJI pour ses innovations[24]
- 2016 : PSA récompense Saint Jean Industries doo pour sa performance qualité[25]

## Organisation des sites
Le groupe Saint Jean Industries est composé de 10 sites de production :
- Saint Jean Industries S.A.S. (siège social), Saint-Jean-d'Ardières en  France, 400 employés
- Saint Jean Industries d.o.o.,  Croatie : 450 employés
- Saint Jean Industries Inc.,  États-Unis : 430 employés
- Saint Jean Industries Lorraine, Harol et Thaon-les-Vosges en  France, 110 employés
- Saint Jean Tooling, Saint-Jean-d'Ardières en  France, 50 employés
- Saint Jean Stuttgart, Ilsfeld Auenstein en  Allemagne, 185 employés
- Saint Jean Valladolid, Mojados en  Espagne, 65 employés
- Saint Jean Changshu, Changshu City en  Chine, 100 employés

## Techniques d'industrie appliquées
- Aluminium :
  - COBAPRESS
  - Coquille gravité
  - EPGS
  - Basse pression
  - Usinage et assemblage
- Titane et Inconel :
  - Usinage et assemblage
- Fonte et acier :
  - Moulage carapace
  - Usinage et assemblage

## Clients
La société compte parmi ces clients :
- Stellantis
- Ford
- General Motors
- Honda
- Renault
- Audi
- Volkswagen
- Aston Martin
- Volvo
- BMW
- Maserati
- Ferrari
- Iveco Bus
- Areva
- Porsche
- Lamborghini
- Jaguar
- Exagon Engineering